# じゅん

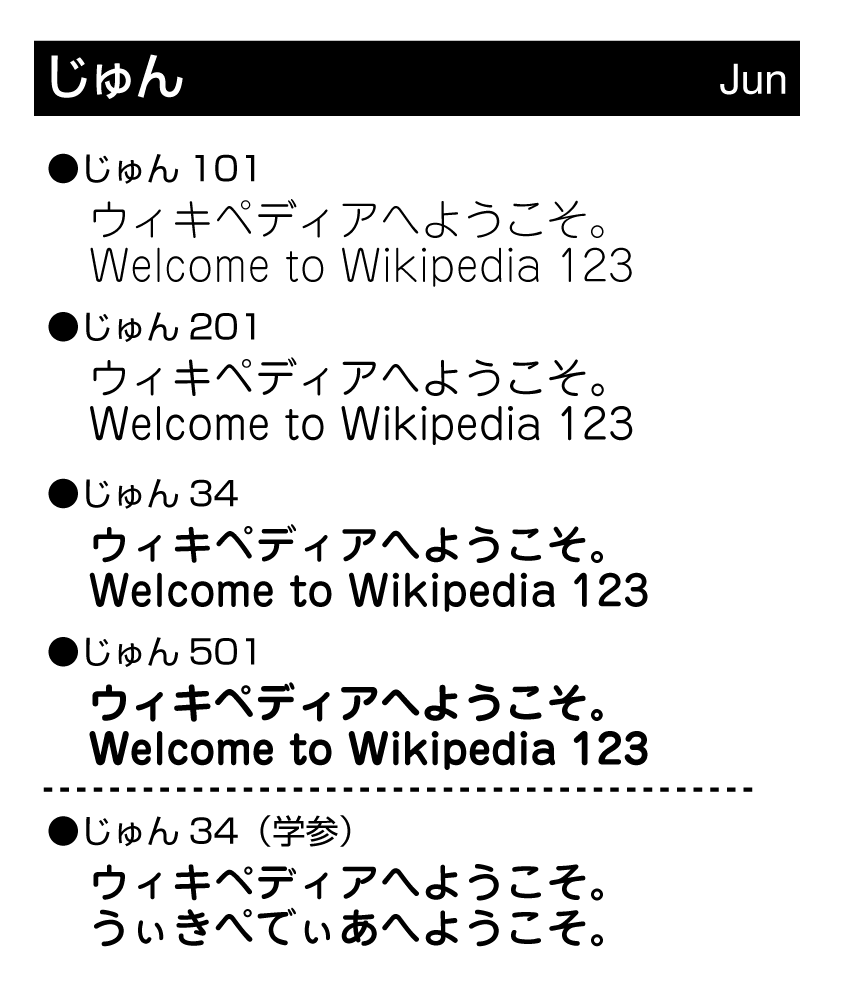
書体見本 - じゅんファミリー

じゅんは、モリサワが開発・販売する丸ゴシック体およびそのフォント製品。書体デザインは三宅康文による。

## 概要
1973年、写植書体としてじゅん 101が発売され、その後ファミリーとして展開された。既に発売されていた「じゅんゴシック」を基にした丸ゴシック体で、設計図面用途を意識したといわれる。また、じゅんの名称の由来は、Juniorとされ、もともと前身の「じゅんゴシック」などでは幼少学参向けのデザインであったこともうかがえる。コンセプトこそ異なるものの、写植全盛期においてグラフィックデザイン、広告から出版分野において好評を博した写研のナールに対抗する位置づけにあたる書体であり、モリサワ製の写植機や専用組版機をメインとして用いていた写植・組版業者などではナールの代用とする例も見受けられた。
デザインは、同じく三宅による「アローR」「JTCウインR」ファミリーと共通した特徴・雰囲気を持ち、その点画・運筆は全体に丸みを帯びているが、ナールに見られるような字面の大きさやラウンド処理を際立たせるための骨格上の特徴は少なく、仮名の「は」「け」などにおいては「はね」が見られる（この点はJTCウインRファミリーとも異なる）ほか、従属のアラビア数字などに特徴的な骨格が見られる（“7”に縦棒が含まれるなど）。
写植文字盤・専用組版機用フォントへの対応のほか、モリサワフォントをデファクトスタンダードとする日本語DTP環境において「基本7書体」（リュウミンL-KL、中ゴシックBBB、太ミンA101、太ゴB101、じゅん101、見出ゴMB31、見出ミンMA31）のひとつとして、PostScriptプリンタにあらかじめプリンタフォントとしてインストールされている場合もあった。現在ではDTP向けのOpenTypeフォーマットに移植されている。
現在はテレビテロップ用に使われる例はほぼないが、写植時代には広く使用されており、特に関西テレビが多用していた。

## ファミリー構成
- じゅん101 - 1973年
- じゅん201 - 1976年
- じゅん34  - 1975年
- じゅん501 - 1981年
- じゅんNo.3
- じゅんNo.4
- じゅんライン - 1976年
- じゅんKL（大がな）ライト - 1983年
- じゅんKL-101 - 1983年
- じゅんKL-201 - 1983年
- じゅんKL-34  - 1983年
- じゅんKL-501 - 1983年
  - その他、学参書体もあり